# ليونارد جون روز
ليونارد جون روز (بالإنجليزية: Leonard John Rose) هو سياسي أمريكي، ولد في 1827 في بافاريا في ألمانيا، وتوفي في 17 مايو 1899 في لوس أنجلوس في الولايات المتحدة. انتخب عضو مجلس ولاية كاليفورنيا.